# Tourville-sur-Sienne

Tourville-sur-Sienne este o comună în departamentul Manche, Franța. În 1 ianuarie 2022 avea o populație de 772 de locuitori.